# Markt Piesting
Markt Piesting osztrák mezőváros Alsó-Ausztria Bécsújhelyvidéki járásában. 2020 januárjában 3095 lakosa volt. 

## Elhelyezkedése

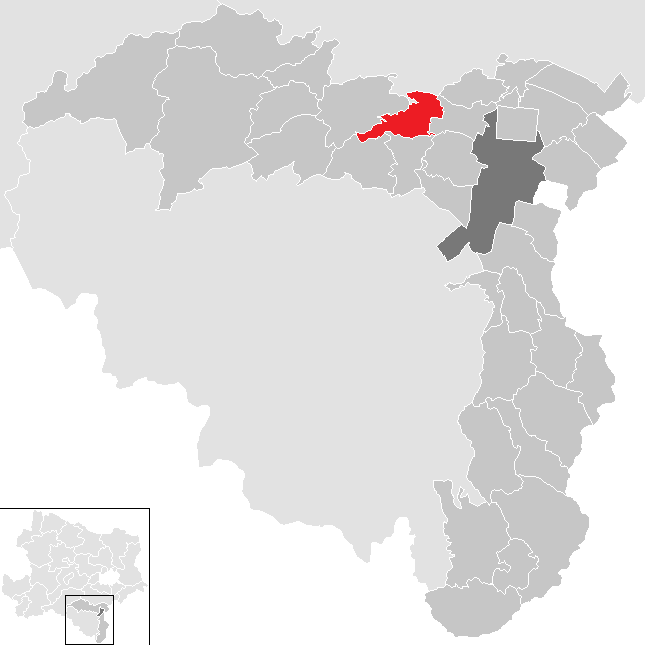
Markt Piesting a Bécsújhelyvidéki járásban

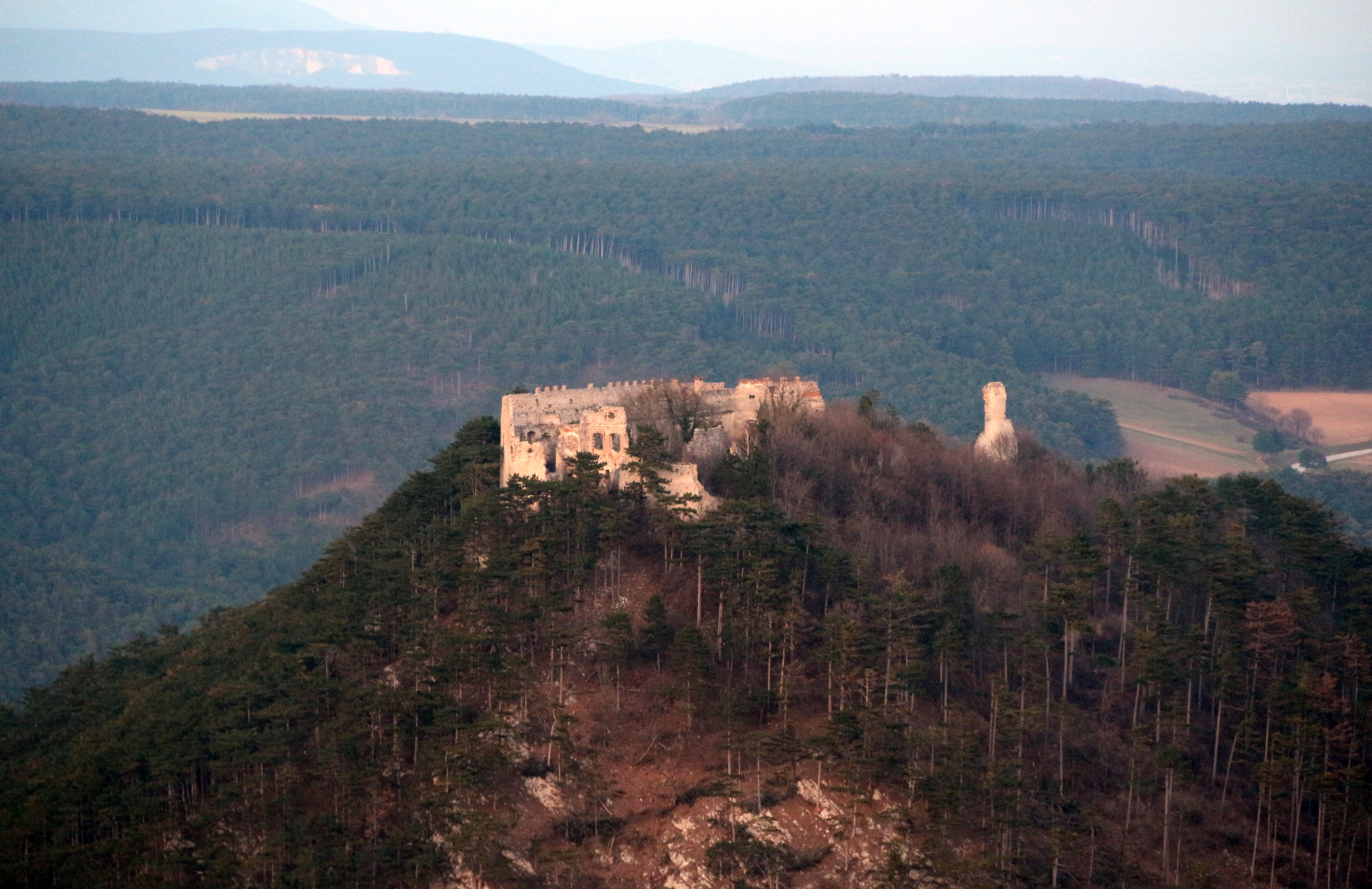
Starhemberg vára

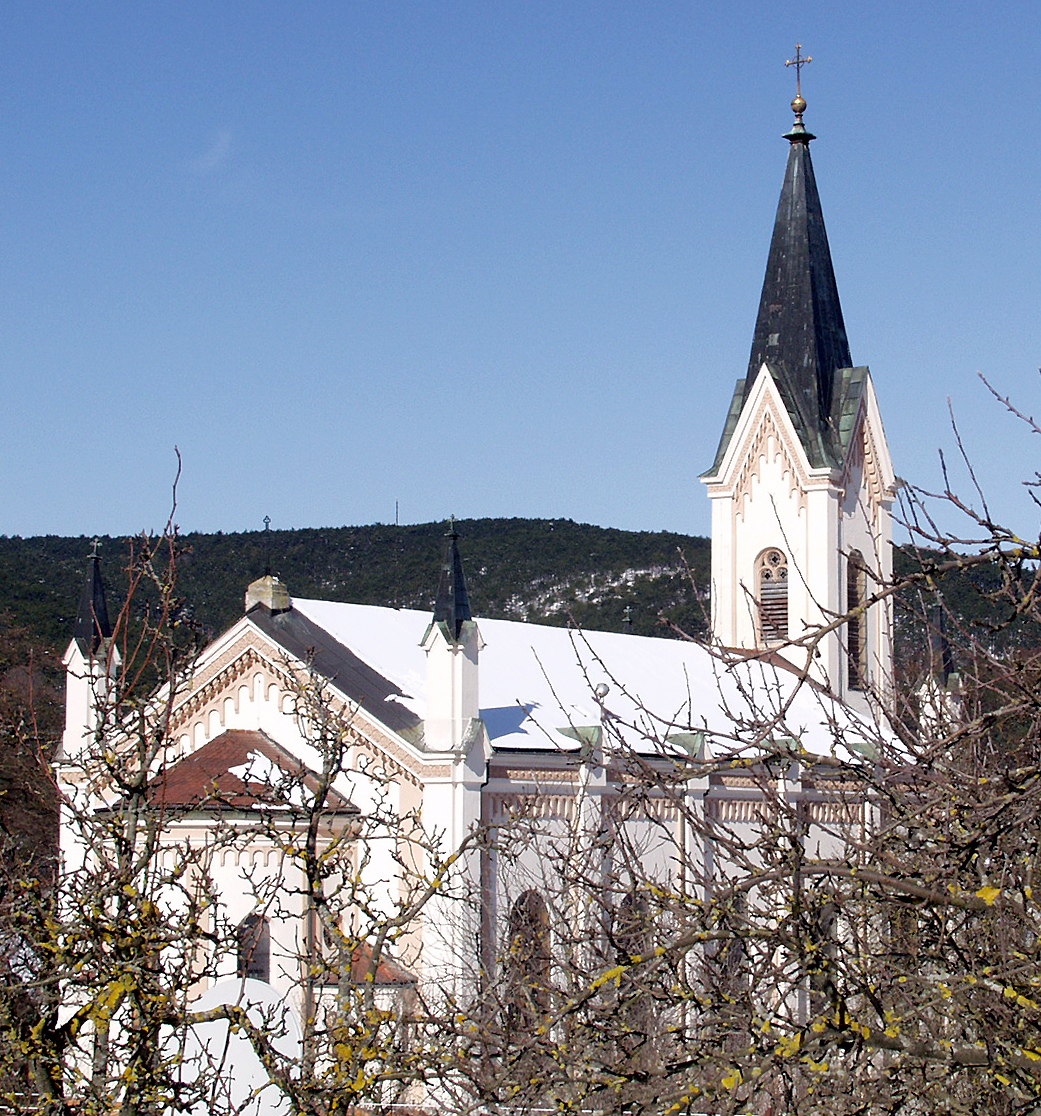
A Szt. Leonhard-plébániatemplom

Markt Piesting a tartomány Industrieviertel régiójában fekszik a Bécsi-medence délnyugati részén, a Gutensteini-Alpok lábánál, a Piesting folyó mentén. Területének 59%-a erdő, 28,7% áll mezőgazdasági művelés alatt. Az önkormányzat két települést egyesít: Dreistetten (734 lakos 2020-ban) és Markt Piesting (2361 lakos). A kataszteri közösségek Dreistetten és Markt Piesting.
A környező önkormányzatok: keletre Wöllersdorf-Steinabrückl, délkeletre Bad Fischau-Brunn, délre Winzendorf-Muthmannsdorf és Hohe Wand, nyugatra Waldegg, északra Hernstein.

## Története
Piesting első említése 1020-ból származik. A Stájer őrgrófság és az Ostmark határán fekvő település mellé 1146 körül építette V. Ottokár stájer őrgróf Starhemberg várát. 1192-ben az osztrák herceg Babenbergek megörökölték Stájerországot, Starhemberg pedig hercegi tulajdonba került. II. (Civakodó) Frigyes 1230-ban ide költözött és a várban tartotta kincstárát, benne többek között a hercegi címet biztosító Privilegium Minus oklevéllel. A Babenbergek kihalása után 1278-ban a Habsburgok örökölték meg a birtokot. Piestinget 1365-ben már mezővárosként említik. A Habsburgok a Heussenstein családnak adták a várat, amely (1565-1577 kivételével) egészen 1817-ig birtokolták Starhemberget és Piestinget. 
Bécs 1529-es ostromakor a környék lakói a várba menekültek, amely állta az ostromot. 1533-ban I. Ferdinánd király címert adományozott a mezővárosnak, amely török kardok által fenyegetett, lángoló tornyot és az 1529-es évszámot ábrázolta. A törökök Bécs második, 1683-as ostromakor sem tudták elfoglalni a várat és a híradások szerint 11 ezren menekültek az erődbe. Az épület később romba dőlt, mert tulajdonosa leszedette a tetőt, hogy ne kelljen fizetnie az épületadót. 
A második világháború végén a mezővárosért vívott harcokban a várrom is komoly károkat szenvedett. Piesting lakossága a menekültek miatt ideiglenesen kétszeresére duzzadt. 
1975-ben az addig önálló Dreistettent egyesítették Markt Piesting-gel. 

## Lakosság
A Markt Piesting-i önkormányzat területén 2020 januárjában 3095 fő élt. A lakosságszám 1971 óta dinamikusan gyarapodó tendenciát mutat. 2018-ban az ittlakók 87,1%-a volt osztrák állampolgár; a külföldiek közül 2% a régi (2004 előtti), 6,4 az új EU-tagállamokból érkezett. 2,8% a volt Jugoszlávia (Szlovénia és Horvátország nélkül) vagy Törökország, 1,7% egyéb országok polgára volt. 2001-ben a lakosok 74,4%-a római katolikusnak, 4,4% evangélikusnak, 1,1% ortodoxnak, 5,7% mohamedánnak, 12,3% pedig felekezeten kívülinek vallotta magát. Ugyanekkor 17 magyar élt a mezővárosban; a legnagyobb nemzetiségi csoportokat a németek (85,3%) mellett a horvátok (5,3%), a törökök (2%) és a szerbek (1%) alkották. 
A népesség változása:

| 2016 | 2 999 |
| 2018 | 3 007 |

## Látnivalók
- Starhemberg várának romjai
- a Szt. Leonhard-plébániatemplom
- a 17. századi pestisoszlop

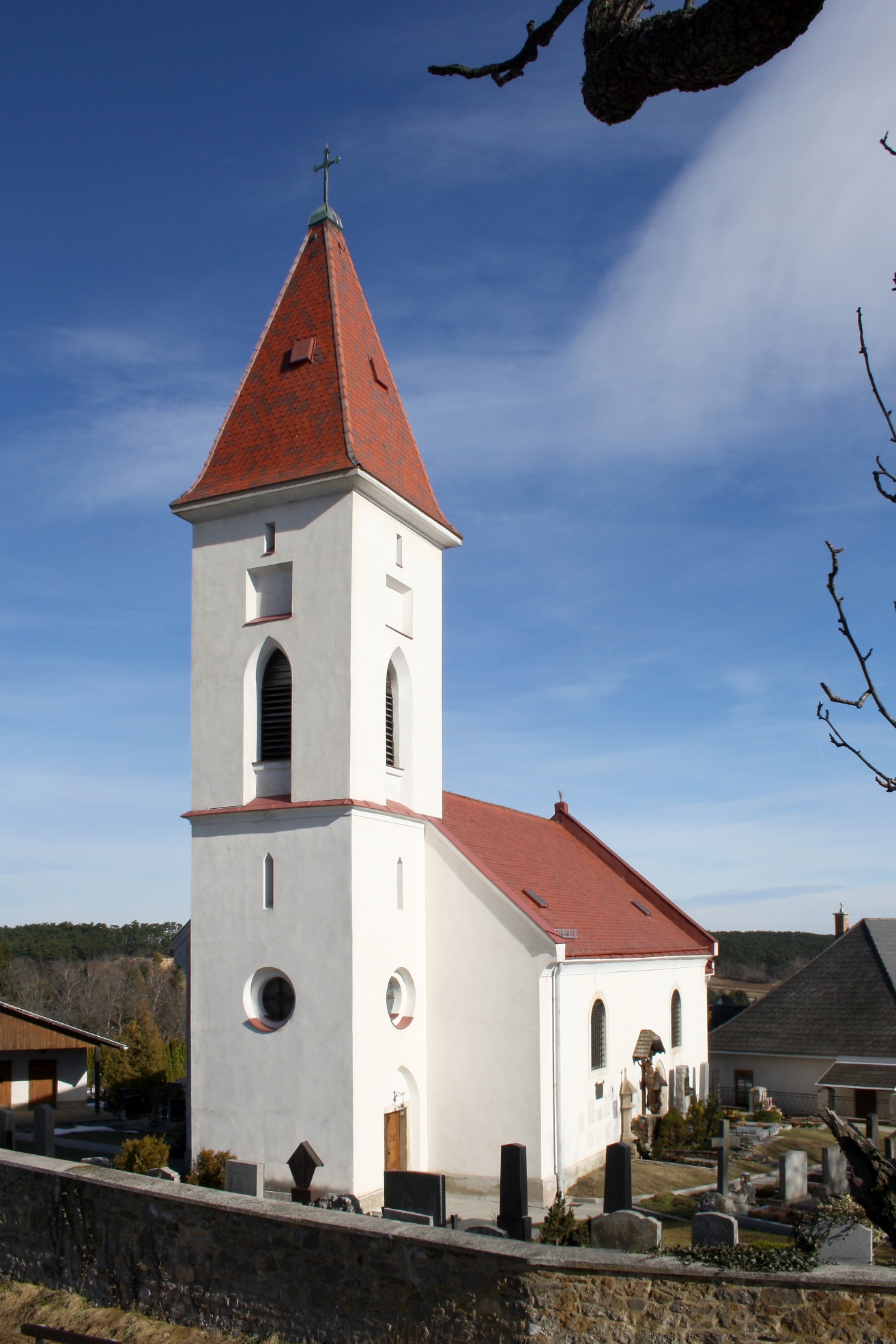
A dreistetteni Szt. György-templom

- a deristetteni Szt. György-plébániatemplom
- a dreistetteni helytörténeti múzeum
- az Einhornhöhle barlang

## Híres Markt Piesting-iek
- Leopold Kupelwieser (1796-1862) festő

## Testvértelepülések
- Gönyű (Magyarország)

## Fordítás
- Ez a szócikk részben vagy egészben  a   Markt Piesting című német Wikipédia-szócikk ezen változatának fordításán alapul.  Az eredeti cikk szerkesztőit annak laptörténete sorolja fel. Ez a jelzés csupán a megfogalmazás eredetét és a szerzői jogokat jelzi, nem szolgál a cikkben szereplő információk forrásmegjelöléseként.